# Popovice (Jičín)
Popovice jsou vesnice, část okresního města Jičín. Nachází se asi 3 km na jihovýchod od Jičína. V roce 2009 zde bylo evidováno 153 adres. V roce 2001 zde trvale žilo 367 obyvatel.
Popovice leží v katastrálním území Popovice u Jičína o rozloze 4,13 km2.

## Historie
Nejstarší písemný zápis se nachází v Soudní knize města Jičína ze dne 21. září 1374. Jako držitel popovických statků byl uváděn zeman Johanis de Popo[witz] dicti Kule (Jan z Popovic, řečený Kule) a jako další majitel zámožný vladyka Marsso de Popovitz (Mareš Kule z Popovic). V roce 1387 jsou zmiňováni i další vlastníci popovické půdy. Je zřejmé, že v této době zde vlastnilo dvorce více majitelů (například Vít z Popovic, Pešek z Popovic, Mikeš z Popovic nebo Havel z Popovic). Ze zpráv v Soudní knize města Jičína vyplývá, že za vlády Václava IV., žily Popovice rozvinutým hospodářským životem. 

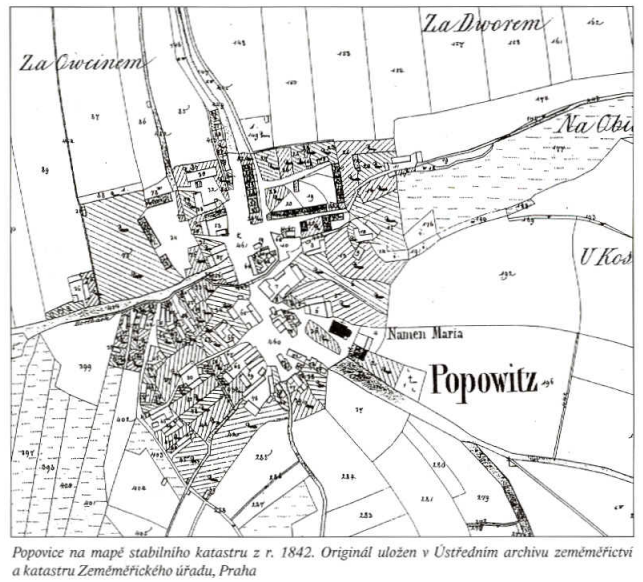
Mapa katastru z roku 1842

Další zprávy se dochovaly až z poslední čtvrtiny patnáctého století. Ves byla rozdělena mezi několik zemanů. V šestnáctém století vlastnil Popovice vladycký rod Kamenických z Vitiněvsi. V roce 1617 byla prodána přibližně polovina Popovic městu Jičínu, které patřilo k rozsáhlému panství Albrechta Jana Smiřického. Následně získal Jičín Albrecht z Valdštejna, který v „pobělohorské době“ jičínskou část Popovic postoupil jezuitské koleji v Jičíně. Také druhá polovina vsi přešla roku 1628 do vlastnictví Albrechta z Valdštejna. Valdštejnské konfiskace se Popovic nedotkly. Část vsi zůstala v majetku jezuitské koleje a druhá byla po zaplacení vrácena rodu Kamenických z Vitiněvsi. Po roce 1669 dokoupili jezuité část vsi se statkem, poplužním dvorem s dalším příslušenstvím. Stali se tak vlastníky téměř celých Popovic. Samostatný zůstal pouze svobodný statek rodiny Matyášovských. V něm se vystřídalo během let několik majitelů a v roce 1833, kdy patřil Janu a Kateřině Kazdovým zde v sedmnácti domech bydlelo 138 obyvatel. Po zrušení jezuitského řádu v roce 1773 byl jeho majetek „zestátněn“, resp. dán pod vrchní správu C. k. komorních statků. V rámci raabizace byla půda popovického dvora rozparcelována a zanikla i robotní povinnost. V roce 1833 patřilo k této části Popovic čtyřicet devět domů a 367 obyvatel.
V roce 1850 během územní reorganizace byly Popovice začleněny jako obec do okresu Jičín. V témže roce se jejich součástí stala osada Hubálky (Popovičky). Mezi lety 1869 – 1880 patřily ke vsi také osady Tuří (Tuř), Butoves a Hubalov (Hubálov). Během dalších let rostl počet nově postavených domů. V roce 1880 zde bylo evidováno osmdesát jedna domů. Do roce 1900 zde stálo devadesát dva domy, v roce 1927 již sto čtrnáct a v roce 1930 jedno sto dvacet tři. Počet obyvatel se udržoval v rozmezí mezi pěti až šesti sty obyvateli. 

### Škola
Po zavedení povinné školní docházky v roce 1774 navštěvovaly místní děti školu v Nemyčevsi nebo Robousích. Škola v obci byla postavena teprve v roce 1787 jako jednotřídní. V roce 1810 se stala škola veřejnou a byla k ní přiškolena obec Hubálov. V tomto roce navštěvovalo školu 47 žáků. V roce 1879 bylo přihlášeno do místní školy již 149 dětí. Proto se v roce 1882 začalo vyučovat ve dvou třídách. Ve škole byly pořádány i přednášky pro dospělé u příležitosti celostátních svátků a výročí jako byly například jmeniny Františka Josefa I. Ve dvou třídách se ve škole vyučovalo až do roku 1967, kdy byla jedna třída vzhledem k malému počtu žáků zrušena. Za dalších deset let, v roce 1977 byla škola zrušena a děti dojížděli do základní školy do Jičína.

### Hospodářsko-čtenářská beseda
Od svého vzniku 8. září 1885 rozvíjela Beseda činnost v hospodářské, kulturní a posléze i v oblasti politické. Do roku 1918 byla jediným rolnickým politickým spolkem Jičínska. Zpočátku pořádala přednášky z národní historie a posléze i politické nebo hospodářské. Na základě zápisů přednášek a besed lze soudit, že Beseda považovala již na počátku dvacátého století za zásadní vznik samostatného českého státu. Spolupracovala s českými národními spolky jako byly Ústřední hospodářská společnost v Praze nebo Ústřední matice školská. V oblasti kulturního života pořádala také hudební i divadelní zábavy. Od roku 1886 zde působil ochotnický divadelní soubor. Představení se konala v hostinci „U Matějků“, kde bylo postaveno stálé jeviště. Beseda se věnovala také praktickým činnostem, například po velmi suchém roce 1911 se zasloužila o založení místní Kampeličky.

### Živnostníci
Koncem devatenáctého století v obci vlastnili živnost: kolář, truhlář, krejčí, strojník, kovář, řezník, také dva hostinští. Byly zde i dva kupecké obchody. Během deseti let přibyli další dva hostinští, dva krejčí a jeden kupec. V roce 1907 začali provozovat živnost dva pekaři a dva obuvníci. Během dalších dvaceti let se provoz živností víceméně neměnil.

### Pivovar
V roce 1818 majitel popovického velkostatku Jan Kazda založil pivovar. Ten navázal na tradici palírny, kterou provozovali již majitelé statku Matyášovští. V roce 1877 statek a pivovar koupili manželé Hervertovi. Rodina pivovar přeměnila na parostrojní a od roku 1880 zde provozovala také hospodu. Produkce piva byla v roce 1910 pět tisíc čtyři sta hektolitrů ročně.
Syn Hervertových Julius rodinný podnik zadlužil a v roce 1927 jej převzaly do svého majetku Rolnické družstevní podniky v Jičíně. V roce 1935 koupil statek i s pivovarem Čeněk Svoboda. Ten však během dvou let provoz pivovaru zastavil a zařízení prodal pivovaru ve Dřevěnicích.

### Cihelna
Cihelna byla postavena během dvou let a majitel Josef Hervert ji zprovoznil v roce 1908. Vyráběly se zde drenážní trubky, tašky a cihly. Po smrti majitele převzal cihelnu syn Julius Hervert a ta také přešla do majetku Rolnických družstevních podniků v Jičíně. V roce 1935 po koupi podílu, Čeněk Svoboda cihelnu zmodernizoval a rozšířil. V roce 1948 byla cihelna znárodněna. Byla rekonstruována a zmodernizována v roce 1959, 1962 a 1965. V roce 1974 byla postavena linka na výrobu antuky. Cihlářská výroba skončila v roce 1984. Od roku 1985 se vyrábělo pouze panelové zboží. V roce 2003 zde byla zřízena skládka železného šrotu.

### Hasičský sbor
Sbor dobrovolných hasičů v obci Popovice byl zaležen roku 1898. Svou hasičskou, později požární zbrojnici měl poblíž návsi u domu číslo 47, kde se dnes nachází zastávka "Jičín, Popovice, škola". Pozemek po této zbrojnici lze stále vidět v katastru (pozemek číslo 100). Zásahová jednotka zde v obci disponovala Tatrou 805. Jednu garáž také měla v objektu cihelny. Dnes v obci hasičský sbor nefunguje, nicméně v roce 2016 byla schválena výstavba nové garáže a měl se zakoupit také dopravní automobil (DA), ale z návrhu sešlo. Daná garáž se měla nacházet na pozemku před budovou bývalé školy. 
Protože Popovice patří pod město Jičín, zajišťuje zde požární ochranu, kromě profesionální hasičské stanice v Jičíně, také místně příslušná Jednotka sboru dobrovolných hasičů města Jičína, která je zařazena v kategorii JPO III.

## Druhá polovina dvacátého století
V padesátých letech byly stavěny rodinné domy severním směrem. V dubnu roku 1960 zde vznikla výrobna vánočních ozdob. Vyráběly se převážně  foukané ozdoby. Výroba byla ukončena v roce 2001.
V osmdesátých letech se stavěly nové domy směrem k Vitiněvsi. Jednotné zemědělské družstvo (JZD) bylo založeno 28. srpna 1952. Později se sloučilo s JZD Slatiny. V sedmdesátých letech byla provedena rekonstrukce Popovického potoka a vybudováno koupaliště. Dne 1. května 1976 se ves stala součástí Jičína.
V roce 1990 proběhla neúspěšně snaha o odtržení od Jičína. V devadesátých letech byla opravena fara a obnovena fasáda kostela. V tomto období se začalo také s plynofikací vesnice.

## Obecní správa
V roce 1869 k obci patřil Butoves.

## Památky
- Kostel Narození Panny Marie byl postaven na vyvýšeném pozemku nad obcí. Původně byl dostupný po kamenném schodišti.
- Barokní pískovcová plastika svatého Josefa z roku 1733 pochází z dílny sochaře Jiřího Pacáka. Na základové desce je umístěn kvádrový dřík s volutou ve tvaru křídel, který je ukončen římsou. Čelní stěnu zdobí kartuš s korunou. Stojí v blízkosti bývalé školy.
- Na pravé straně při vjezdu do vsi od Jičína se nachází Krucifix z roku 1764. Je zdobený akantovými prvky.
- V centru vsi stojí pomník Jana Husa, dílo kameníka Aloise Khuna z roku 1922.
- Ve svahu na kraji vsi byl postaven mramorový pomníček kapitána Josefa Šimka, který zde byl zastřelen 9. května 1945 při obraně vlasti.
- Opravená brána statku čp. 54 s barokním profilováním je připomínkou statku postaveného kolem roku 1800. Symetrie brány je doplněna dvěma postranními brankami. Uprostřed nad římsou byla v nice vytvořena plastika svatého Václava. [10]

## Galerie

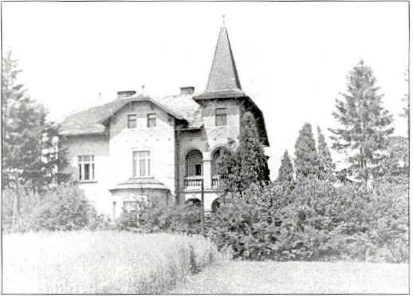
Historická  fotografie – Hebertova vila
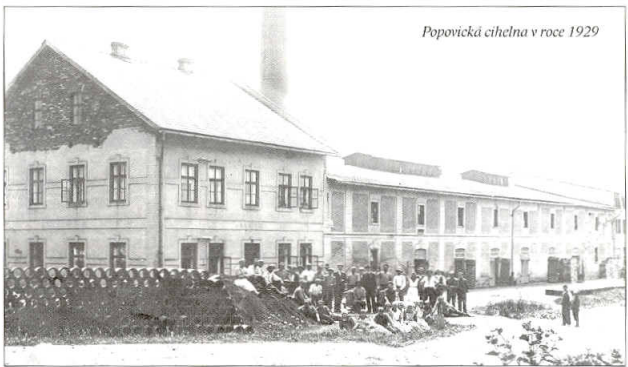
Historická fotografie – cihelna
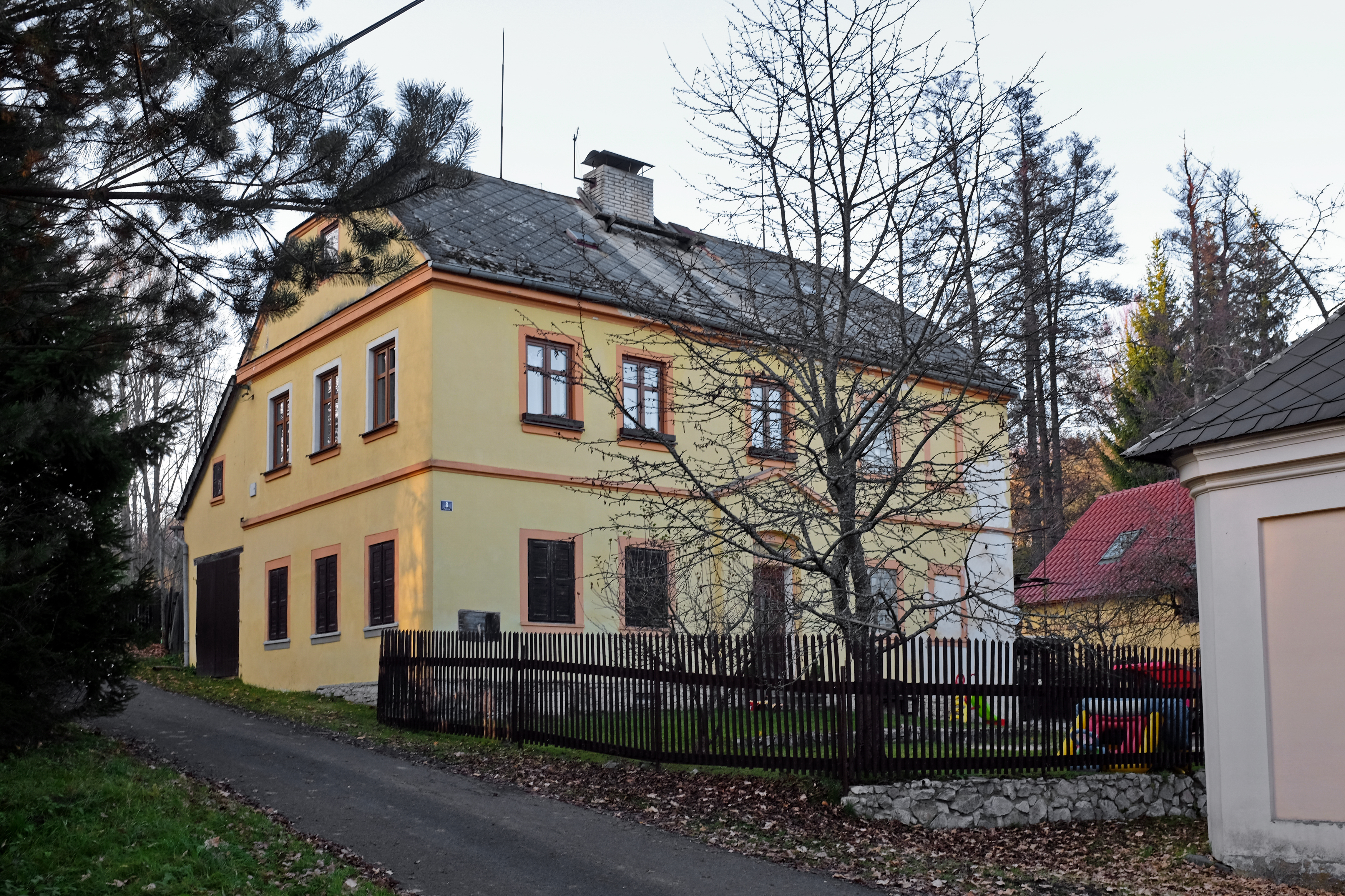
Fotografie z roku 2020 – budova bývalé školy
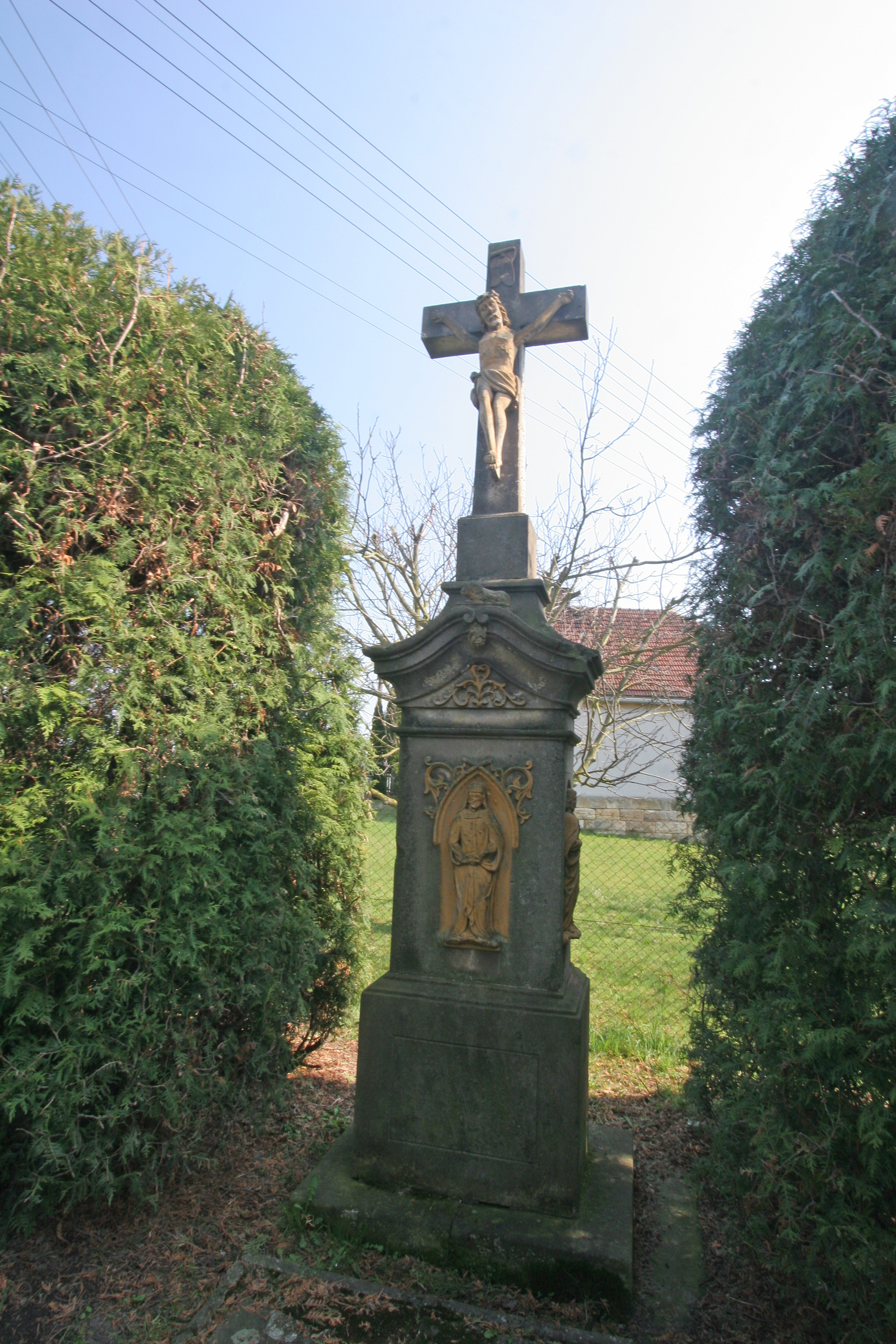
Krucifix
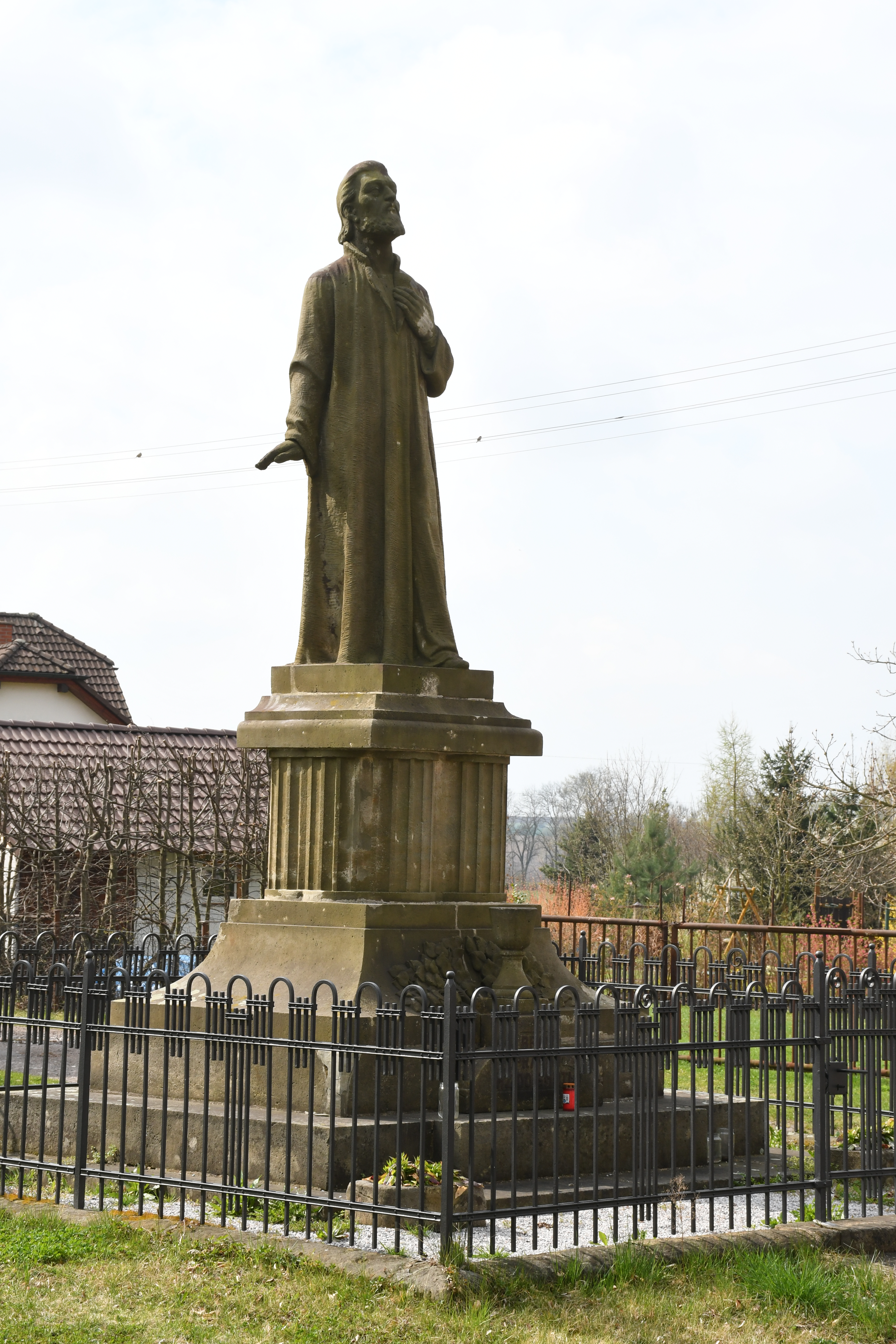
Pomník Mistra Jana Husa
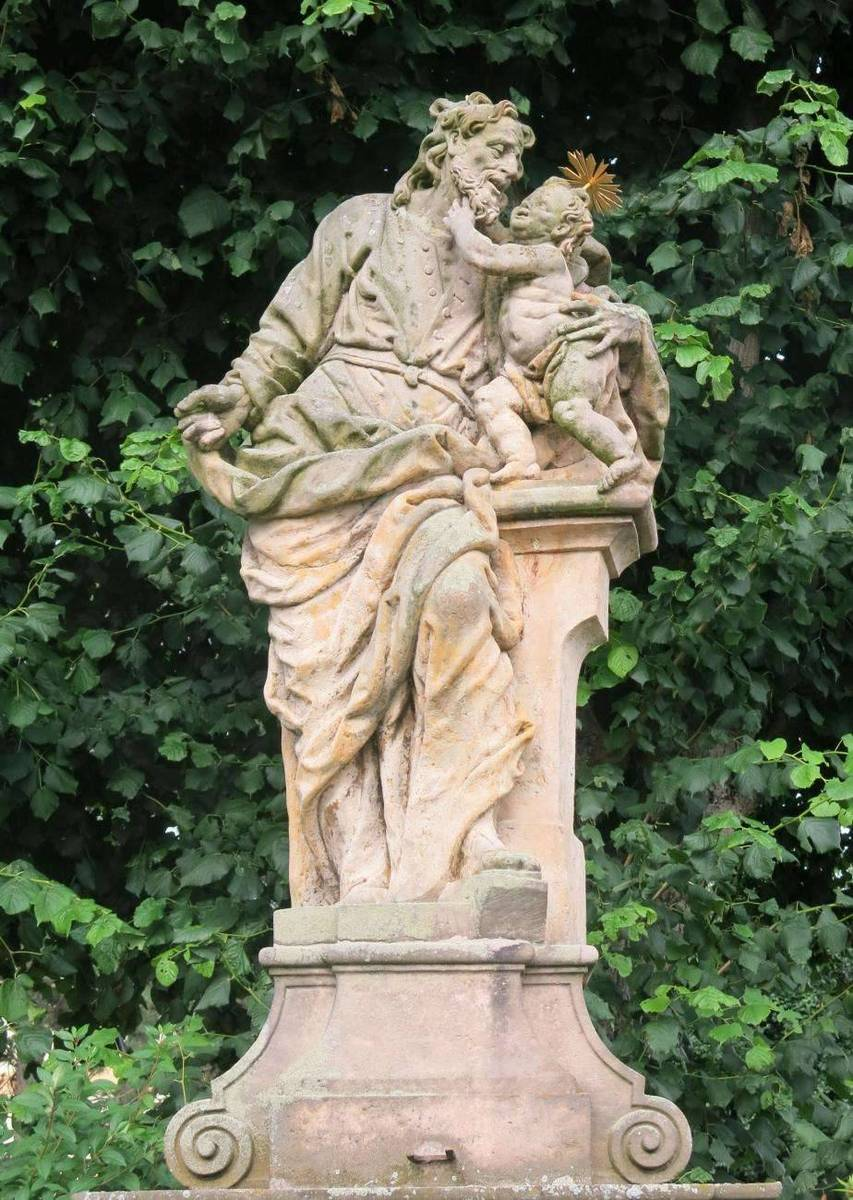
Socha svatého Josefa
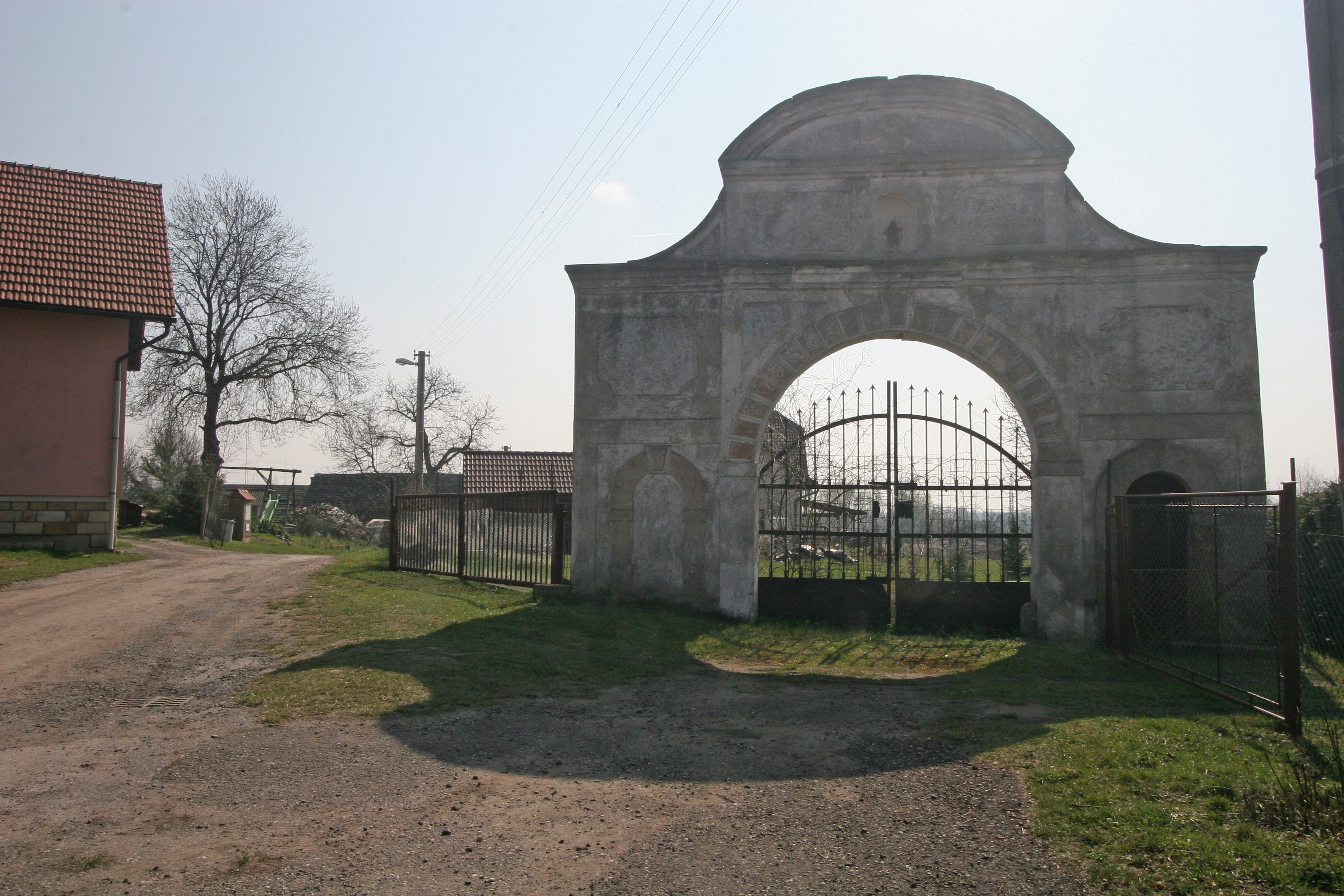
Brána statku čp. 54

## Zajímavost
Název vsi lze odvodit ze slova „popo“. Ve staročeštině se do konce třináctého století používalo toto slovo ve významu slova „kněz“. Býval tak označován kněžský majetek.